# Euphorbia remyi
Euphorbia remyi là một loài thực vật có hoa trong họ Đại kích. Loài này được A.Gray ex Boiss. mô tả khoa học đầu tiên năm 1866.